# Joseph Edgard Montegut
Pour les articles homonymes, voir Montégut.
Joseph Edgard Montegut ou Montégut, (1806-1880), est un maire de La Nouvelle-Orléans.
Le 15 juin 1845, quand la nouvelle de la mort d'Andrew Jackson arrive à La Nouvelle-Orléans, le maire Joseph Edgard Montégut a demandé que tous les drapeaux soient abaissés à mi-mât. Les armes ont tiré des salves à des intervalles de 15 minutes, de la place d'Armes comme une marque de respect à l'ancien président. La cathédrale Saint-Louis de La Nouvelle-Orléans ayant refusé les obsèques du général Jackson (Jackson étant un protestant), la cérémonie a eu lieu le 26 juin sur la place d'Armes, aujourd'hui connue sous le nom de Jackson Square.
Joseph Edgard Montegut est mort à La Nouvelle-Orléans, le 3 avril 1880 à l'âge de 74 ans. Il est enterré dans le cimetière Saint-Louis de La Nouvelle-Orléans.